# Prosopocera pascoei
Prosopocera pascoei är en skalbaggsart som först beskrevs av Charles Joseph Gahan 1890.  Prosopocera pascoei ingår i släktet Prosopocera och familjen långhorningar.
Artens utbredningsområde är:
- Botswana.
- Malawi.
- Moçambique.
- Zimbabwe.

Inga underarter finns listade i Catalogue of Life.